# سکو درامه
سکو درامه (انگلیسی: Sékou Dramé؛ زادهٔ ۲۳ دسامبر ۱۹۷۳) بازیکن فوتبال اهل گینه بود.
از باشگاه‌هایی که در آن بازی کرده است می‌توان به باشگاه فوتبال لخ پوزنان اشاره کرد.
وی همچنین در تیم ملی فوتبال گینه بازی کرده است.